# Blaise Pascal Talla
Pour les articles homonymes, voir Talla (homonymie).
Blaise Pascal Talla est un dirigeant de média camerounais, l'« une des figures de la presse franco-africaine des années 1980 ».

## Biographie

### Débuts
Blaise Pascal Talla est né à Bandjoun.

### Carrière
Il commence sa carrière comme vendeur à la criée chez Bechir Ben Yahmed.

#### Promoteur de Jeune Afrique Économie
Il entrera en conflit avec son ex-employeur Jeune Afrique pour devenir patron de presse. Il crée le Groupe International, d’Edition et de Publication (G.I.D.P). Il crée plusieurs magazines dont Jeune Afrique Économie et Divas. Décrit comme étant un habitué du Palais d'Etoudi, il publie plusieurs éditions spéciales sur le Cameroun. En août 2018, il publie deux éditions spéciales de Jeune Afrique Économie sur le Cameroun et exprime son soutien à Paul Biya.